# Министарство пропаганде Нацистичке немачке
Министарство за народно просветљење и пропаганду Нацистичке Немачке је имало сврху наметања Нацистичке идеологије у Немачкој. У остале циљеве су спадали и регулисање културе и друштва. Основано је 13 марта 1933, од стране нове Хитлерове национал-социјалистичке власти. Министарство је водио Јозеф Гебелс. Он је био одговоран за контролу штампаних медија и културе у Трећем рајху.

## Улога у Нацистичкој држави
Када су Нацисти дошли на власт, Министарство пропаганде је веома брзо уведено. Њен главни задатак је био да наметну нацистичку доктрину на народ и да контролишу и цензуришу јавно мишљење. Али главна улога министарства је почела заједно са почетком рата.
Други светски рат је био заснован на много више пропаганде него први. То се највише односило на нове медије као што су филм и радио. Због велике примене у пракси и научног односа према пропаганди и у Европи и у Америци, њено коришћење је било веома организовано. Нови начин психолошке борбе је рођен.

## Организација министарства
Министарство је имало константан раст. Почело је 1933. са пет одељења и 350 запослених. До 1939. је имало 2000 запослених у 17 одељења. Између 1933. и 1941, буџет министарства је порастао са 14 милиона на 187 милиона немачких марака. Три државна секретаријата су била подређена Јозефу Гебелсу, и то:
- Први државни секретаријат - Валтер Функ (1933 - 1937), Ото Дитрих (1937 - 1945)
  - Немачка штампа
  - Страна штампа
  - Новине
- Други државни секретаријат - Карл Ханке (1937 - 1940), Леополд Гутерер (1940 - 1944), Вернер Науман (1944 - 1945)
  - Буџет
  - Право
  - Пропаганда
  - Радио
  - Филм
  - Личности
  - Одбрана
  - Међународни односи
  - Позориште
  - Музика
  - Литература
  - Ликовна уметност
- Трећи државни секретаријат - Херман Есер (1935 - 1945)
  - Туризам

## Пропаганда
Министарство пропаганде је користило много врста медија да би што даље послало Нацистичку поруку и да би одржало контгролу над народом. Постери, новине, издаваштво и уметност су били контролисани и коришћени од стране Министарства.
Говори су коришћени да би се повећао ефекат успеха Немачке владе. Гебелс је прокоментарисао Хитлеров први говор после избора за канцелара «То ће имати велику пропаганду вредност - биће коришћен и гледан у биоскопима - велики успех» Баш пре одржавања овог говора, Гебелс је упознао Хитлера са великом важношћу пропаганде. «Изгледа да не можеш да имаш добру владу без добре пропаганде, али ипак, не можеш да имаш добру пропаганду без добре владе. Али не смеш да лажеш! Никад не смеш да лажеш! Јевреји морају платити што су лагали наш народ!» Међутим, можда највише ироничан говор у Другом светском рату је саставило Министарство пропаганде. Гебелсов говор после Немачког пораза у Стаљинграду је имао за циљ да се створи подршка за тотални рат. Хитлер је држао говоре преко радија, али је био много убедљивији када је држао јавне говоре.